# Patrice Riemens
Patrice Riemens (1950) és un intel·lectual i activista d'Internet. És un geògraf i actual Fellow de la Waag Society d'Amsterdam. És promotor de l'Open Knowledge i el Free Software, i ha participat com FLOSSopher (filòsof dels moviments Free/Lliure and Open Source Software) en el Asia Source i en el Africa Source, que van tenir lloc entre el 2005 i el 2006 per tal de promocionar els FLOSS entre organitzacions no governamentals. A més, és membre del periòdic mensual Multitudes, de tendència filosòfica, política i artística.